# Каїрка (річка)
Каїрка (рос. Р. Каирка) — річка в Україні у Каховському районі Херсонської області. Ліва притока Дніпра (басейн Дніпра).

## Опис
Довжина річки приблизно 8 км, найкоротша відстань між витоком і гирлом — 6,84  км, коефіцієнт звивистості річки — 1,17 . Формується багатьма балками, одна з яких Мала Каїрка (рос. Б. Мал.Каирка) розташована у верхів'ї річки. У верхів'ї річка зневоднена.

## Розташування
Бере початок на південно-східній стороні від села Козацька Слобода. Тече переважно на південний схід і на північно-східній стороні від села Заводівка впадає у річку Дніпро (Каховське водосховище).

## Цікаві факти
- У пригирловій частині річку перетинає автошлях Т 0804[2] (автомобільний шлях територіального значення в Запорізькій та Херсонській області. Проходить територією Василівського та Каховського районів через Кам'янку-Дніпровську — Велику Лепетиху — Каховку. Загальна довжина — 105,4 км.)
- У XIX столітті річка впадала у річку, лівий рукав Дніпра, Конку (рос. Р. Конка)[1].